# Élection présidentielle islandaise de 1984
Une élection présidentielle devait avoir lieu en 1984 en Islande. Néanmoins, face à l'absence d'opposants, la Présidente élue en 1980, Vigdís Finnbogadóttir, est reconduite sans élection.